# ماریو برگاماسکی
ماریو برگاماسکی (به ایتالیایی: Mario Bergamaschi) (زاده ۷ ژانویه ۱۹۲۹ – درگذشته ۱۸ ژانویه ۲۰۲۰) بازیکن فوتبال اهل ایتالیا بود که از سال ۱۹۵۴ میلادی عضو تیم ملی فوتبال ایتالیا بوده و در ۵ بازی ملی حضور داشته‌است. او در بازی‌های ملی‌اش ۱ گل به ثمر رساند.
ماریو برگاماسکی آخرین بازی ملی خود را در سال ۱۹۵۸ میلادی انجام داد.